# Josh Hall (football australien)
Joshua Hall (né le 3 avril 1990 à Townsville) est un rugbyman professionnel de football australien et de rugby à XIII et un athlète australien.
Au saut en hauteur, il remporte la médaille d’or lors des Championnats d'Océanie d'athlétisme 2010, titre qu’il confirme lors de ceux de 2011.
Le 4 mars 2011, il établit à Melbourne son record personnel au saut en hauteur à 2,26 m. 
Il a joué pour le Penrith Panthers.